# Košare (Đakovica)
Pour les articles homonymes, voir Košare.
Kosharë en albanais et Košare en serbe latin (en serbe cyrillique : Кошаре) est une localité du Kosovo située dans la commune/municipalité de Gjakovë/Đakovica, district de Gjakovë/Đakovica (Kosovo) ou de Pejë/Peć (Serbie). Selon le recensement kosovar de 2011, elle ne compte plus aucun habitant.

## Histoire
Combat acharné entre les gardes frontières serbes contre l’OTAN et les albanais sécessionnistes UCK (armée de libération du Kosovo).
Sur le territoire du village se trouvent les vestiges de fortifications remontant à l'époque romaine et au Moyen Âge ; ils sont proposés pour une inscription sur la liste des monuments culturels du Kosovo.

## Démographie

### Évolution historique de la population dans la localité
| 1948 | 1953 | 1961 | 1971 | 1981 | 1991 | 2011 |
| ---- | ---- | ---- | ---- | ---- | ---- | ---- |
| 160  | 156  | 200  | 240  | 250  | 277  | 0    |

|  |